# Showt
Showt (en persan : شوط) est une ville située dans la province d'Azerbaïdjan occidental, dans le nord-ouest de l'Iran.